# Henri Motulsky
Henri Motulsky (né le 9 juin 1905 à Grimma et mort le 29 décembre 1971 à Genay) est un professeur, praticien et théoricien du droit dont les travaux concernaient principalement la procédure civile, le droit processuel, le droit international privé et le droit de l'arbitrage.

## Carrière
Il étudie à l'Université Ludwig-Maximilians de Munich. Conçue pendant la Seconde Guerre mondiale, dans le maquis alpin, et soutenue à Lyon en 1947, éditée en 1948 et rééditée en 1991, sa thèse de doctorat sur la réalisation du Droit privé a été déterminante dans l'élaboration du nouveau code de procédure civile française de 1975. De 1962 à sa mort en 1970, il est, avec Gérard Cornu, un membre de la Commission de Réforme de la Procédure civile conduite par Jean Foyer. 

## Axes de réflexion et pensée de Motulsky
Praticien du droit, Henri Motulsky ne devient professeur (à Dijon et Paris X) qu'à 54 ans. Depuis sa thèse, il promeut une méthode d'élaboration du jugement, selon un syllogisme dont la majeure est la règle de droit, la mineure les faits de l'espèce et la conclusion la décision elle-même. Dans cette perspective, il propose une répartition des fonctions entre les parties, souveraines dans l'apport des éléments de fait, et le juge, souverain dans l'application du droit même si les parties lui proposent légitimement des solutions juridiques. 
Sa réflexion contribue à placer au cœur du procès les droits de la défense et le principe du contradictoire ou de la contradiction.